# Europavej E69
E69 er en europavej der går fra det yderste af Nordkap til Olderfjord i Finnmark fylke i Norge. Vejen er 129 kilometer lang og går gennem fem tunneler undervejs på i alt 15½ kilometer. Den længste tunnel er Nordkaptunnelen, som er 6,9 kilometer lang og går ned til 212 meters dybde under havet. Den nordligste del af E69 er lukket om vinteren. E69 er den nordligst beliggende vej i verden, som er forbundet med et internationalt netværk af veje.